# AM Herculis
AM Herculis ist ein Doppelsternsystem bestehend aus einem Roten Zwerg und einem Weißen Zwerg im Sternbild Herkules mit einer Entfernung von etwa 290 Lichtjahren. Er bildet zusammen mit AN Ursae Majoris den Prototyp der sogenannten AM-Herculis-Sterne, welche zu den Kataklysmischen Veränderlichen gehören.
Das gesamte System hat etwa eine ähnliche Masse wie die Sonne, wobei der größere Teil von etwa 0.8 Sonnenmassen auf den Weißen Zwerg fällt und der kleinere von knapp 0.3 Sonnenmassen auf den Roten Zwerg.

## Geschichte
AM Herculis wurde 1923 von Max Wolf entdeckt und eingetragen im General Catalogue of Variable Stars. Als irregulärer Veränderlicher Stern schwankt seine Helligkeit zwischen 12 und 15. 1976 stellte der Astronom S. Tapia fest, dass das Licht des Stern linear und zirkulär polarisiert ist, was auf ein starkes Magnetfeld in der Umgebung schließen lässt und offenbarte, dass dieses Sternsystem komplizierter ist als bis dahin angenommen.